# Witsum
Witsum là một đô thị trên đảo Föhr thuộc huyện Nordfriesland, bang Schleswig-Holstein, Đức.